# Калачики нікейські
Калачики нікейські (Malva nicaeensis) — вид квіткових рослин родини мальвових (Malvaceae).

## Біоморфологічна характеристика
Це однорічна рослина 20–50 см заввишки. Стебла висхідні або прямовисні, розріджено щетинчасто-волосисті. Листки ± округлі, часто неглибоко 3–5-лопатеві, городчасті. Квітки зібрані в пучки в пазухах листків. Чашолистки широкотрикутні, ≈ 2 мм. Пелюстки бузково-рожеві, біля основи запушені, 6–8 мм.

## Поширення
Росте на півдні Європі, півночі Африки, заході Азії.
В Україні вид росте біля парканів, будинків, уздовж доріг, на бур'янах — на ПБК, дуже рідко (Алуштинська міськрада, села Рибаче, Сонячногірське)